# 에스페란토 위키백과
에스페란토 위키백과(에스페란토: Vikipedio en Esperanto 비키페디오 엔 에스페란토)는 위키백과의 에스페란토 버전이다. 인공어 위키백과 중에서 가장 큰 편이며 2001년 11월 6일에 시작되었다. 2008년 6월 15일 10만 문서를 넘겼고, 2013년 1월 26일 기준 175,054개의 문서를 보유하고 있다. 기호는 eo이다.
에스페란토 위키백과는 Jerry Muelver와 Stefano Kalb에 의해, 2001년 11월 6일에 139개의 문서를 가지고 시작하였다. 2002년 1월 2일, 에스페란토 위키백과는 300페이지의 책으로 출간되었다.

## 같이 보기
- 에스페란토 문학